# ClearType

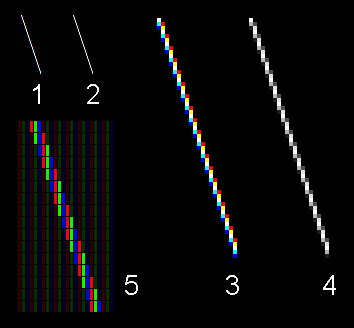
1為ClearType線，2是普通的反鋸齒線；3和4分別為1和2的四倍放大圖；5是1實際顯示在液晶顯示器上的放大示意圖。如圖所示，ClearType充分利用LCD色條排列特性，顯示出更為完美的斜線。

ClearType，由美國微軟公司在其Microsoft Windows（视窗操作系统）提供的螢幕子像素微调字體平滑工具，讓Windows字體更加漂亮。ClearType主要是針對LCD液晶顯示器設計，可提高文字的清晰度。基本原理是将显示器各紅、綠、藍子像素也发光，微妙调整其色调，可达到实际分辨率以上（横向分辨率的三倍）的纤细文字的显示效果。
Windows的像素和显示器的像素对应的液晶显示器上效果最明显，使用阶调控制一般CRT显示器上也可以得到一些效果。
Windows XP預設關閉這項技術，到了Windows Vista才預設開啟。而与ClearType几乎同样的技术在苹果电脑的Mac OS操作系统中，早在1998年发布的Mac OS 8.5就已经使用了。
另外，依靠ClearType技术使字体更易读，相当依赖使用的字体，不能和原有的标准抗锯齿技术簡单比较。

## 顯示器需求
如果顯示器沒有適用於ClearType的像素組合特性，以ClearType顯示文字的實際效果會比使用前還差。部分平面顯示器面板使用不常見的像素排列方式，例如可能有不同的顏色排列順序，或不同軸向的子像素位置（三條水平線等），要為特定的顯示器人手調整ClearType的顯示效果。CRT等沒有固定排列組合的顯示器，將難以閱讀ClearType顯示的文字。

## Windows 7的ClearType

左图的正常大小

左圖的正常大小

大多Windows默认的中文字型（如中易宋体和細明體）用点阵而非ClearType来显示小字體；微软在Windows Vista新發佈了微软雅黑和微軟正黑體两款ClearType中文字型。
使用ClearType的显示器放大6倍的效果。各子像素發光，文字边缘有红、蓝色。